# ایرینا آلفیوروا
ایرینا ایوانونا آلفیوروا (روسی: Ири́на Ива́новна Алфёрова; زاده ۱۳ مارس ۱۹۵۱) بازیگر اهل شوروی و روسیه است. او قبلاً با الکساندر عبدولوف، بازیگر سینما و صحنه روسی ازدواج کرده بود، او دخترش، کسنیا (از ازدواج با یک دیپلمات بلغاری بویکو گیوروف) را به فرزندی پذیرفت.